# Georg Cufodontis
 Georg Cufodontis  (3 août 1896 - 18 novembre 1974) est un botaniste autrichien.

## Biographie

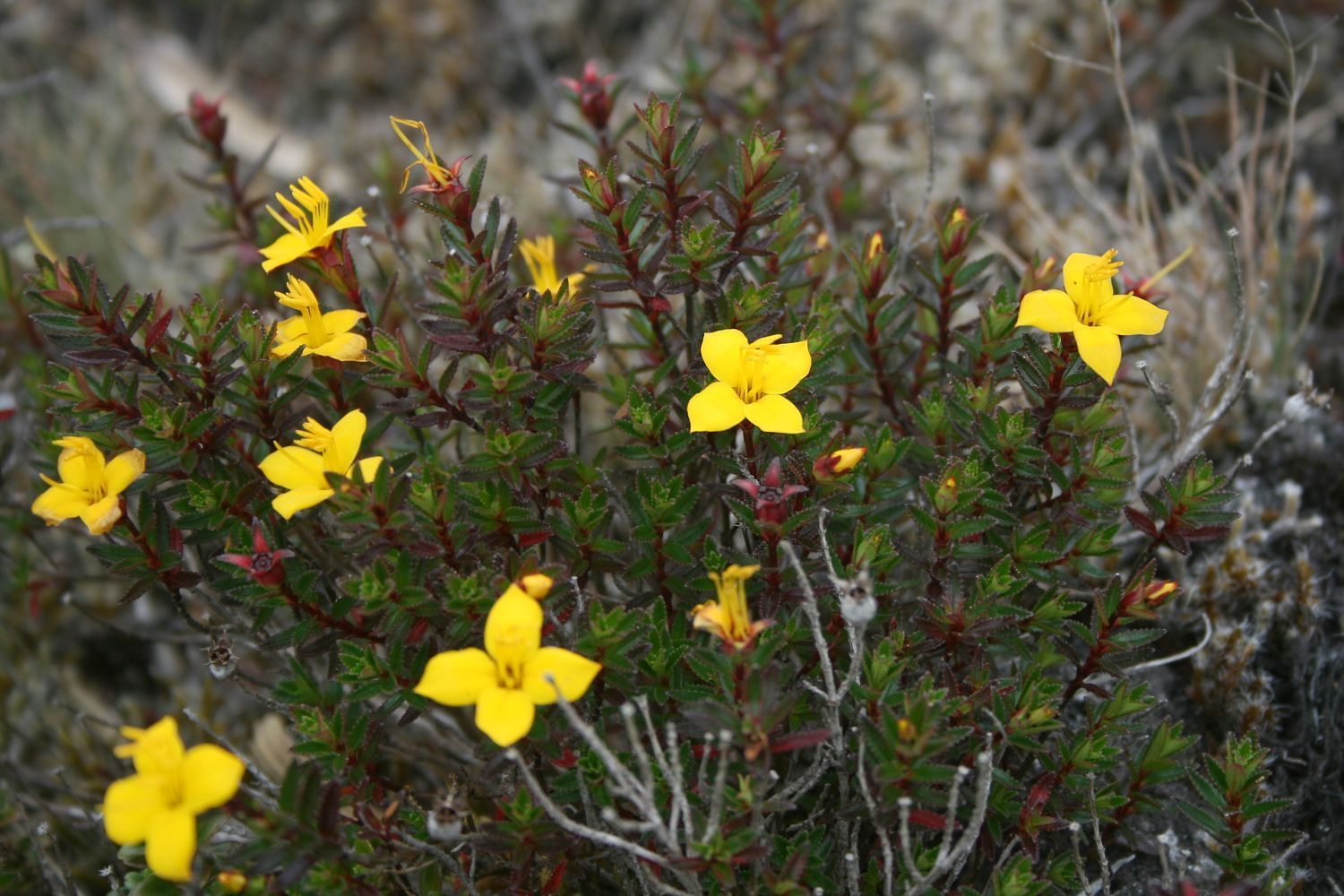
Chaetolepis cufodontisii au Costa Rica, nommé d'après Georg Cufodontis.

Georg Cufodontis est né à Trieste (alors sujet d'Autriche-Hongrie) de parents d'origine grecque. Il obtient son doctorat en 1921 à Vienne et participe en 1930 à une expédition autrichienne au Costa Rica comme botaniste. Il travaille par la suite à l'université de Gênes mais doit quitter l'institution en raison de la montée du fascisme en Italie. Il retourne à Vienne et consacre la suite de sa carrière a la flore de l'Afrique de l'Est. On lui doit notamment une imposante énumération des plantes d'Éthiopie publiée dans le Bulletin du Jardin botanique national de Belgique en 26 fascicules, pendant 20 ans.

## Publications choisies
- 1932. Ergebnisse der Österreichischen Biologischen Costa-Rica-Expedition 1930. II. Teil, Annalen des Naturhistorischen Museums in Wien, 46e vol. (1932/33), pp. 225-241
- 1933. Kritische Revision von Senecio Sectio Tephroseris. Feddes Repert. Beih., 70 : 266 pp.
- 1953-1972.  Enumeratio Plantarum Aethiopiae Spermatophyta, 26 parts, éd. Bulletin du Jardin botanique national de Belgique / Bulletin van de National Plantentuin van België. I-XVI + 1657 pp.